# 理論政策
『理論政策』（りろんせいさく）は、日本共産党中央委員会出版局がかつて発行していた日本語の月刊雑誌である。
1967年10月15日、『理論政策資料』創刊。3号より『理論政策』に改題。1993年1月20日、300号をもって刊行終了、廃刊。